# Żegluga dookoła Pontu Euksyńskiego
Żegluga dookoła Pontu Euksyńskiego – periplus autorstwa Flawiusza Arriana, będący urzędowym, łacińskim sprawozdaniem w formie listu do cesarza Hadriana. Powstał prawdopodobnie w ostatnich latach panowania cesarza, kiedy to leczył się on po swojej drugiej podróży inspekcyjnej (129-134) w willi pod Rzymem.
Dzieło jest owocem podróży inspekcyjnej autora po basenie Morza Czarnego (był on w latach 131–137 namiestnikiem Kapadocji Nadmorskiej, czyli Pontu). Składa się z trzech części:
- pierwszej - opisującej trasę od startu w Trabzonie (Trapezuncie) do Dioskuriady (obecnie Suchumi) w Kolchidzie. Była to na północnym wschodzie Imperium Rzymskiego pograniczna twierdza,
- drugiej - opisującej trasę od Konstantynopolu i Bosforu do Trabzonu,
- trzeciej - opisującej pozostałą część, od Dioskuriady, wzdłuż północnej i zachodniej krawędzi Pontu do Konstantynopola[1].

Część pierwsza posiada największą wartość historyczną i oparta jest na bezpośrednim udziale autora w podróży. Daje głęboki wgląd w funkcjonowanie rzymskiej machiny wojennej w okresie stworzonego przez Hadriana pogotowia zbrojnego. Pod względem naukowym istotna jest także część druga, napisana na podstawie Anabazy Cyrusa autorstwa Ksenofonta, a nie na osobistych doświadczeniach Arriana. Brak jej istotnej szczegółowości, cechującej część pierwszą. Ostatnia część powstała pod wpływem wiadomości o śmierci Kotysa II, króla Bosforu Cymeryjskiego, w przeświadczeniu, że Hadrian może planować zbrojną wyprawę w te rejony. Część ta oparta jest na niesprawdzonych informacjach pozyskanych od lokalnych handlarzy i żeglarzy, obfitując w legendy, dające pewne wyobrażenie o folklorze tych części świata. Dzieło istotne jest nie tylko z punktu widzenie historii i geografii, ale także lingwistyki i terminologii topograficznej (częściowo greckiej, a częściowo obcej).